# Lobopola
Lobopola là một chi bướm đêm thuộc họ Geometridae.